# Allan Clarke (futbolista)
Allan John Clarke (n. Willenhall, Inglaterra, 31 de julio de 1946) es un exfutbolista inglés, que jugaba de delantero. Es plenamente identificado con el Leeds United de Inglaterra, equipo donde vivió la mejor etapa de su carrera como futbolista, anotando 110 goles en 273 partidos. Además, precisamente con el Leeds United, obtuvo el subcampeonato de la UEFA Champions League 1974-75, tras perdeer la final de París, ante el Bayern Múnich de Alemania (comandada por Franz Beckenbauer, Sepp Maier y Gerd Müller).

## Selección nacional
Con la Selección de fútbol de Inglaterra, disputó 19 partidos internacionales y anotó solo 10 goles. Incluso participó con la selección inglesa, en una sola edición de la Copa Mundial. La única participación de Clarke en un mundial, fue en la edición de México 1970, donde su selección quedó eliminada en los cuartos de final de la cita de México.

### Participaciones en Copas del Mundo
| Mundial                        | Sede   | Resultado        |
| ------------------------------ | ------ | ---------------- |
| Copa Mundial de Fútbol de 1970 | México | Cuartos de final |

## Clubes
| Club           | País       | Año         |
| -------------- | ---------- | ----------- |
| Walsall        | Inglaterra | 1963 - 1966 |
| Fulham         | Inglaterra | 1966 - 1968 |
| Leicester City | Inglaterra | 1968 - 1969 |
| Leeds United   | Inglaterra | 1969 - 1978 |
| Barnsley       | Inglaterra | 1978 - 1980 |